# Studio Ponoc
Studio Ponoc（日语：スタジオポノック）是由日本動畫製作人西村義明於2015年4月期間成立的動畫工作室。
名稱中的「Ponoc」在克羅埃西亞語裡的意思是「午夜」，西村義明將此作爲代表迎接全新一日的開始。

## 歷史
過去西村義明在吉卜力工作室與米林宏昌合作拍攝《回憶中的瑪妮》電影動畫後，西村義明詢問米林宏昌是否仍有繼續製作電影動畫的意願，在得到米林宏昌肯定的答覆後；以及原先所隸屬之吉卜力工作室已有要解散動畫製作部門的情況下，西村義明開始計劃成立個人所屬的動畫工作室。
工作室成立後，西村義明請來也曾是吉卜力動畫家的百瀨義行協助，製作了替西日本旅客鐵道拍攝的廣告短篇動畫《JR西日本 SUMMER TRAIN!》作為Ponoc的首篇作品。之後工作室的第一份電影動畫，則是西村義明與米林宏昌再次攜手合作；將英國女性小說家瑪麗·史都華的兒童小說《小掃帚》（The Little Broomstick）改編為《瑪麗與魔女之花》在2017年上映。
該工作室也有和其他動畫工作室合作，例如宮崎駿執導、吉卜力工作室主導製作的動畫電影《你想活出怎樣的人生》，Studio Ponoc亦有和其他動畫公司參與製作

## 作品

### 廣告動畫
- JR西日本Summer Train!（2015年）
- よみとく10分シリーズ（封面插畫）（2019年）
- Tomorrow’s Leaves（2021年）

### 電影動畫
- 瑪麗與魔女之花（2017年）
- 謙虛的英雄（2018年）
- 閣樓的拉傑（2023年）

#### 製作協力
- 蒼鷺與少年（2023年）

### 海報
- 在琵琶湖之庭
- 從道玄坂一丁目經過溫暖的日本

## 外部連結
- Studio Ponoc的X（前Twitter）（日語）
- Studio Ponoc的Facebook專頁（日語）